# Plymouth Model U
La Model U è un'autovettura mid-size prodotta dalla Plymouth nel 1929.

## Storia
La vettura era dotata di un motore a valvole laterali e quattro cilindri in linea da 2.874 cm³ di cilindrata che sviluppava 45 CV di potenza. La frizione era monodisco a secco ed il cambio era a tre rapporti. La trazione era posteriore ed i freni erano idraulici sulle quattro ruote.
La Model U era disponibile in versione torpedo e berlina due e quattro porte, coupé e roadster due porte. Del modello ne furono prodotti in totale 108.345 esemplari.